# Kapp Records
Kapp Records war ein amerikanisches Schallplattenlabel, das 1954 von David Kapp, dem Bruder von Jack Kapp (Gründer der amerikanischen Decca Records) gegründet wurde. David Kapp verkaufte sein Label 1967 an MCA Records, die es dann 1973 einstellten.
Kapp Records brachte vor allem „middle of the road“- Musik heraus. Einer der erfolgreichsten Künstler des Labels war der Pianist Roger Williams, der bis zu dessen Ende bei Kapp blieb. Weitere Künstler die bei Kapp veröffentlichten waren Anita Darian, Jane Morgan, Lenny Welch und Joe Harnell, Country-Sänger wie Freddie Hart und Mel Tillis; außerdem Jack Jones und Jazzmusiker wie Kenny Ball oder Carmen McRae – Louis Armstrong landete mit Hello, Dolly! 1964 einen Nr. 1-Hit. The Searchers wurden durch Kapp auf dem amerikanischen Markt vertrieben. Die letzte Hit-Single war der Cher Titel Gypsys, Tramps & Thieves 1971.